# Louis Lepic

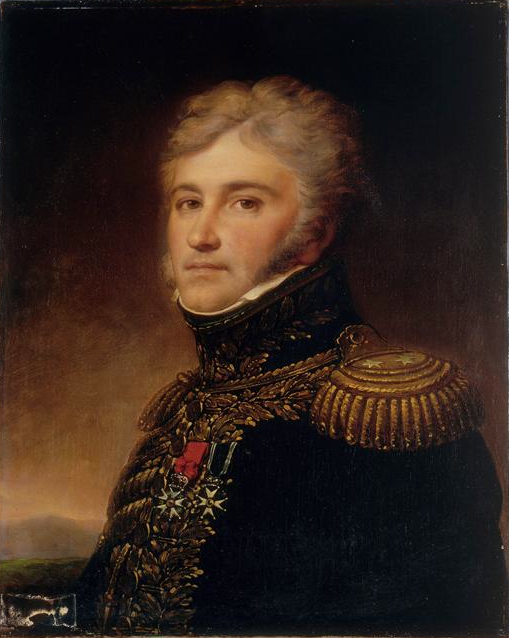
Generaal Louis Lepic

Graaf Louis Lepic (Montpellier, 20 september 1765 – Andrésy, 7 januari 1827) was bevelhebber van de Grenadiers te Paard van de Keizerlijke Garde (la Grenadiers à Cheval de la Garde Imperiale), de zware cavalerie en het topeliteregiment van Napoleon Bonaparte.

## Levensloop
Louis Lepic werd geboren in een groot gezin met een bourgeois achtergrond in Montpellier, in het zuiden van Frankrijk. Hij ging in dienst op 17 mei 1781 bij de cavalerie en steeg daar snel in rang. In 1792 werd hij luitenant-kolonel bij de Jagers-te-paard (Chasseurs-a-Cheval) en eskadronleider. Van 1796 tot 1801 vocht Lepic met zijn regiment voor de Directoire in Italië. Hij maakte naam als een galante, moedige en zeer capabele officier. Hij raakte verschillende malen gewond. Zo kreeg hij tijdens één gevecht, op de hoogvlakte bij de Italiaanse plaats Pastrengo op 26 maart 1799, zeven sabelwonden aan zijn hoofd, een aan zijn schouder en bovendien nog een kogelwond in zijn arm. Op 21 maart 1805 werd hij benoemd tot kolonel-majoor van de Grenadiers te Paard van de Keizerlijke Garde (la Grenadiers à Cheval de la Garde Imperiale). Hij zou de rest van zijn leven bij dit regiment blijven dienen en de rang van brigadegeneraal bereiken.
Hij vocht onder meer bij de Slag bij Marengo, de Slag bij Austerlitz, de Slag bij Eylau, de Slag bij Hanau, de Slag bij Leipzig en de Slag bij Wagram.

### Slag bij Eylau

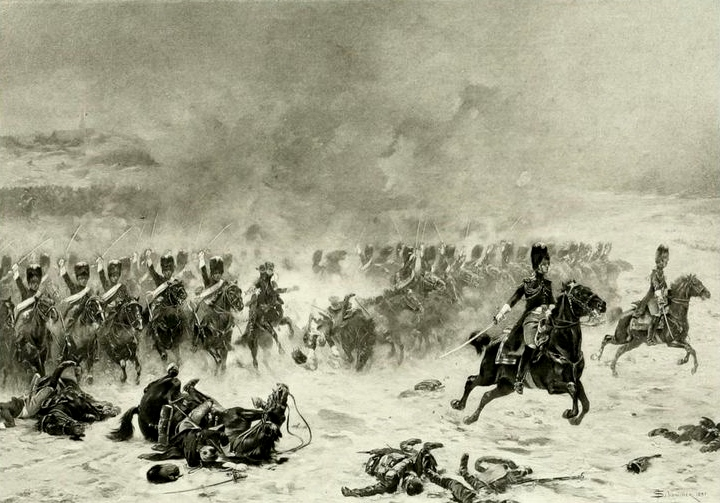
De Slag bij Eylau - Charge van de Grenadiers te Paard van de Keizerlijke Garde, door François Schommer (1850 - 1935), nu in het Musée de l'Armée, Parijs

Onder andere door de Slag bij Eylau (7 en 8 februari 1807) werden Lepic en de Grenadiers te Paard legendarisch. De Slag was of meer onbedoeld ontstaan midden in de barre winter als schermutseling over foeragering, dat wil zeggen het ophalen van voedsel voor het Franse leger. De Russen dulden dit niet. Wat volgde was een van de beroemdste cavaleriecharges in het militaire geschiedenis. Tijdens deze Slag stonden de Grenadiers te Paard uren onder zwaar vuur en bij 30 graden onder nul te wachten. Toen Lepic zag dat zijn grenadiers instinctief hun hoofd bukten voor de rondvliegende kogels, sprak hij zijn mannen toe: "Hoofden omhoog heren, dit zijn kogels en geen stront". (Haut la tête messieurs, la mitraille ce n'est pas de la merde !). Een Grenadier mocht nooit angst tonen. Toen Napoleon deze veldslag dreigde te verliezen, kregen de Grenadiers de opdracht om de Russische artillerie uit te schakelen en de Russische infanterie aan te vallen om de flank van het Franse leger te beschermen. Lepic leidde op hoge snelheid charges tegen het Russische leger waarbij alles uit de weg werd gevaagd wat voor de voeten kwam. Ze breken door de linies heen. Op een gegeven moment waren de Grenadiers omsingeld door Russische soldaten. Een Russische officier eiste hun overgave. Lepic antwoordde: "Kijk eens naar deze figuren en vertel mij of ze zich willen overgeven." ("Regardez ces figures, et dites-moi si elles ont l'air de vouloir se rendre.") Dan spreekt hij zijn mannen toe: "Vrienden, we moeten vandaag overwinnen of sterven. We moeten drie infanterielinies terugduwen. Vele van ons zullen waarschijnlijk sterven; maar als slechts een van ons door de linies breekt en kan vertellen dat niemand van ons zich heeft overgegeven, zal de eer van ons korps en van onze vaandel zijn gered." ("Amis, il faut vaincre ou mourir aujourd'hui, nous avons trois lignes d'infanterie à renverser. Beaucoup d'entre nous y resteront sans doute; mais dût-il n'en retourner qu'un seul pour porter la nouvelle, l'honneur du corps et celui de notre étendard seront saufs.") Als een man scandeerden de Grenadiers "La Charge! La Charge!" Ze voerden opnieuw een verwoestende charge uit en braken door de linies . Slechts zeven grenadiers sneuvelden hierbij. Lepic raakte gewond aan zijn been door twee bajonetwonden. Het regiment Grenadiers voorkwam dat Napoleon de Slag bij Eylau verloor. Na de afloop van de Slag meldde Lepic zich bij Napoleon die zich al grote zorgen begon te maken omdat hij zo laat was. Hij vreesde dat Lepic gevangen was genomen. Lepic antwoordde daarop dat Napoleon zo'n bericht nooit zal ontvangen. "Sire, u zult alleen het bericht van mijn dood ontvangen". Napoleon bevorderde hem een korte tijd later tot brigadegeneraal en in 1809 werd Lepic baron van het Keizerrijk (baron de l'Empire).

### Einde van zijn loopbaan
Na het eerste aftreden van Napoleon en verbanning naar Elba was zijn actieve militaire carrière voorbij. Lodewijk XVIII benoemde hem tot graaf (comte) in januari 1815 wegens zijn verdienste aan Frankrijk. Na de terugkeer van Napoleon werd Lepic bij de generale staf geplaatst en hij was aanwezig op het hoofdkwartier van Napoleon bij de Slag bij Waterloo. Het is echter niet zeker of hij de Grenadiers in deze veldslag heeft aangevoerd.
Na Waterloo en de verbanning van Napoleon naar Sint Helena (eiland) werd hij op 9 september 1815 met pensioen gestuurd. Hij leefde de rest van zijn leven in Andrésy, samen met zijn vrouw Josephine Felicite Geoffroy, zijn schoonmoeder en hun vijf zoons. Op 7 januari 1827 stierf hij op de leeftijd van 61 jaar en werd begraven in de familiegrafkelder in Andresy.
Louis Lepic staat vermeld op de Arc de Triomphe (Parijs). In de wijk Montmartre in Parijs is een straat naar hem vernoemd; de Rue Lepic.